# سیارک ۳۶۵۳
سیارک ۳۶۵۳ (به انگلیسی: 3653 Klimishin، نامگذاری:1979HF5) سه هزار و ششصد و پنجاه و سومین سیارک کشف شده‌است که در ۲۵ آوریل ۱۹۷۹ کشف شد.
قدر مطلق سیارک برابر ۱۳٫۴۰ است.